# Палінологія

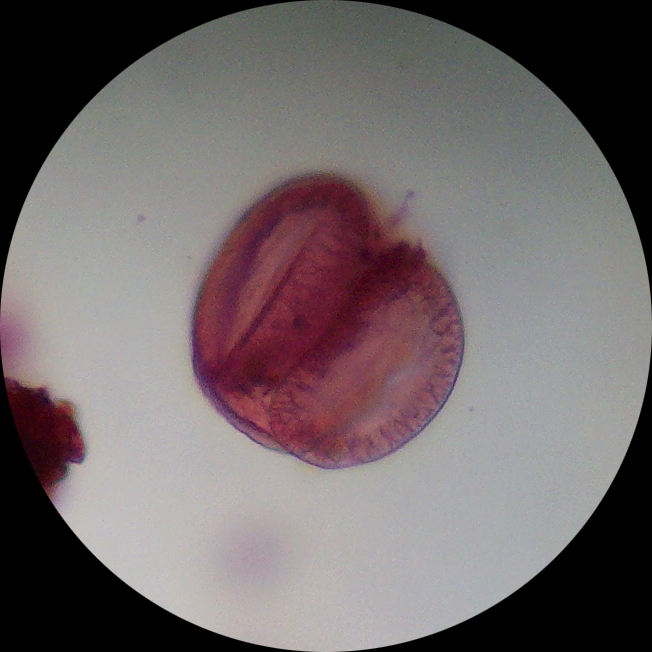
Частинка пилка смереки під мікроскопом

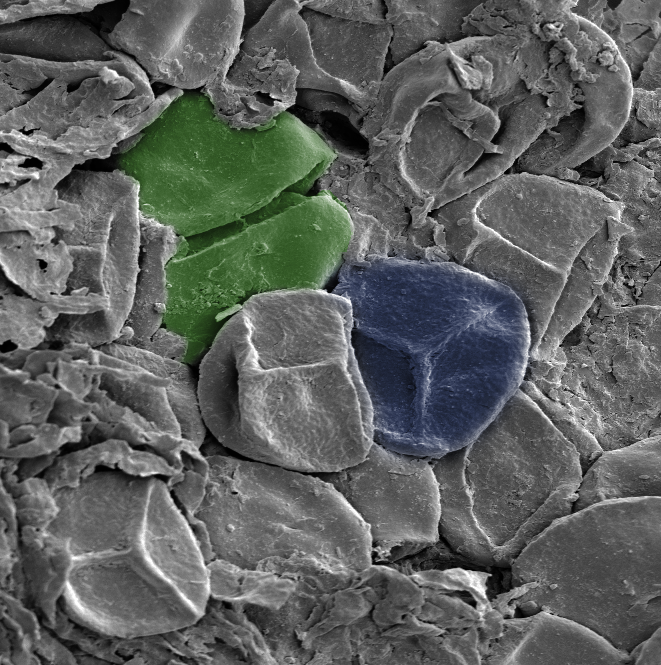
A late Silurian sporangium bearing trilete spores. Such spores are the earliest evidence of life on land.Green: A spore tetrad. Blue: A spore bearing a trilete mark — the -shaped scar. The spores are about 30-35 μm across.

Паліноло́гія (англ. palynology, нім. Palynologie f) — галузь ботаніки, яка вивчає спори та пилок рослин, зокрема викопних. Дослідження пилку та спор рослин минулих геологічних епох (спорово-пилковий аналіз) дозволяє з'ясувати особливості палеокліматів, палеоекологічні умови утворення гірських порід, здійснити датування останніх, визначити кореляцію шарів гірських порід.
Поточні дослідження у палінології публікуються, зокрема в журналі Review of Palaeobotany and Palynology.